# Pachydactylus bicolor
Pachydactylus bicolor este o specie de șopârle din genul Pachydactylus, familia Gekkonidae, descrisă de John Hewitt în anul 1926. Conform Catalogue of Life specia Pachydactylus bicolor nu are subspecii cunoscute.